# Chiesa di Santa Maria della Purificazione (Portovecchio)
La chiesa di Santa Maria della Purificazione è la parrocchiale di Portovecchio, in città metropolitana di Venezia e diocesi di Concordia-Pordenone; fa parte della forania del Portogruarese.

## Storia
Si sa che, presumibilmente nel XIII secolo, la chiesa di Portovecchio, pieve di antica origine, divenne filiale della pieve di Teglio Veneto.
Nel XVI secolo venne edificata l'attuale chiesa, consacrata nel 1582. L'anno successivo Portovecchio
ridivenne sede plebanale  e, nel 1584, fu istituito il vicariato foraneo con sede nella chiesa in questione.
Nel 1952 la chiesa di Portovecchio ricevette il titolo di arcipretale.

## Interno
Opere di rilievo conservate all'interno della chiesa una pala d'altare, dipinta da Agostino Pantaleoni, e vari affreschi risalenti al 1614.